# Simoneta Raczewa
Simoneta Raczewa, bułg. Симонета Рачева (ur. 1 marca 1961) – bułgarska saneczkarka, uczestniczka Zimowych Igrzysk Olimpijskich 1988.
W 1988 roku wystartowała na igrzyskach w Calgary, podczas których wzięła udział w rywalizacji kobiet w saneczkarskich jedynkach. Zajęła 23. miejsce ze stratą 10,884 s do zwyciężczyni – Steffi Martin. We wszystkich ślizgach Raczewa zajęła 23. miejsce. Występ Raczewej oraz Krasimira Kamenowa i Mitko Baczewa w dwójkach mężczyzn był debiutem Bułgarów w rywalizacji olimpijskiej w saneczkarstwie.

## Igrzyska olimpijskie
| Miejsce | Data              | Miejscowość | Konkurencja | Ślizg 1 | Ślizg 1 | Ślizg 2 | Ślizg 2 | Ślizg 3 | Ślizg 3 | Ślizg 4 | Ślizg 4 | Łącznie  | Strata | Zwyciężczyni  |
| Miejsce | Data              | Miejscowość | Konkurencja | Czas    | Miejsce | Czas    | Miejsce | Czas    | Miejsce | Czas    | Miejsce | Łącznie  | Strata | Zwyciężczyni  |
| ------- | ----------------- | ----------- | ----------- | ------- | ------- | ------- | ------- | ------- | ------- | ------- | ------- | -------- | ------ | ------------- |
| 23.     | 16–18 lutego 1988 | Calgary     | jedynki     | 48,790  | 23.     | 48,836  | 23.     | 48,698  | 23.     | 48,533  | 23.     | 3:14,857 | 10,884 | Steffi Martin |